# Andrei Yafaev
Andrei Yafaev ist ein britisch-französischer Mathematiker, der sich mit Zahlentheorie und arithmetischer algebraischer Geometrie beschäftigt.
Yafaev studierte an der Universität Rennes, wo er 1998 sein Diplom erwarb (DEA) und 2000 bei Bas Edixhoven promoviert wurde (Sous-variétés des variétés de Shimura). Ab 2001 war er am University College London (UCL) in London, wo er seit 2003 Lecturer, seit 2009 Reader und seit 2015 Professor ist.
Er befasst sich mit Shimura-Varietäten (höherdimensionalen Verallgemeinerungen der Modulkurve). Mit  Emmanuel Ullmo und Bruno Klingler bewies er 2014 die André-Oort-Vermutung über Untervarietäten von Shimura-Varietäten unter Voraussetzung der verallgemeinerten Riemannvermutung. Die André-Oort-Vermutung betrifft die Verteilung spezieller Punkte (CM-Punkte, die Varietäten mit komplexer Multiplikation parametrisieren) auf Shimura-Varietäten und besagt, dass Untervarietäten (Kurven) auf Shimura-Varietäten mit besonders vielen (Zariski-dicht liegenden) speziellen Punkten selbst Shimura-Varietäten sind. Umgekehrt liefert sie für den Fall, dass die Untervarietäten nicht Shimura-Varietäten sind, Schranken für die Anzahl spezieller Punkte auf diesen. 2021 bewiesen Jonathan Pila, Ananth N. Shankar, Jacob Tsimerman, Hélène Esnault und Michael Groechenig die André-Oort-Vermutung in voller Allgemeinheit.
2003 bis 2005 war er britischer EPSRC Fellow. 2006 erhielt er den Philip-Leverhulme-Preis.
Er ist der Sohn des russischstämmigen Mathematik-Professors in Rennes Dmitri Yafaev.

## Schriften (Auswahl)
- mit Klingler: The André-Oort conjecture. In: Annals of Mathematics. Band 180, 2014, S. 867–925, arxiv:1209.0936v2.
- mit Klingler, Ullmo: The hyperbolic Ax-Lindemann-Weierstrass conjecture. In: Pub. Math. IHES. Band 123, Heft 1, 2016, S. 333–360, arxiv:1307.3965.
- mit Klingler, Ullmo: Bi-algebraic geometry and the André-Oort conjecture. In: Proc. 2015 AMS Summer Institute in Algebraic Geometry, AMS 2018, S. 319–360.